# Velika Moštanica
Velika Moštanica (cyr. Велика Моштаница) – wieś w Serbii, w mieście Belgrad, w gminie miejskiej Čukarica. W 2011 roku liczyła 3490 mieszkańców.